# Gunung Huluranggas
Gunung Huluranggas är ett berg i Indonesien.   Det ligger i provinsen Aceh, i den västra delen av landet, 1 500 km nordväst om huvudstaden Jakarta. Toppen på Gunung Huluranggas är 429 meter över havet, eller 192 meter över den omgivande terrängen. Bredden vid basen är 1,9 km.
Terrängen runt Gunung Huluranggas är varierad.Runt Gunung Huluranggas är det glesbefolkat, med 12 invånare per kvadratkilometer. I omgivningarna runt Gunung Huluranggas växer i huvudsak städsegrön lövskog.